# Pram (okręt)

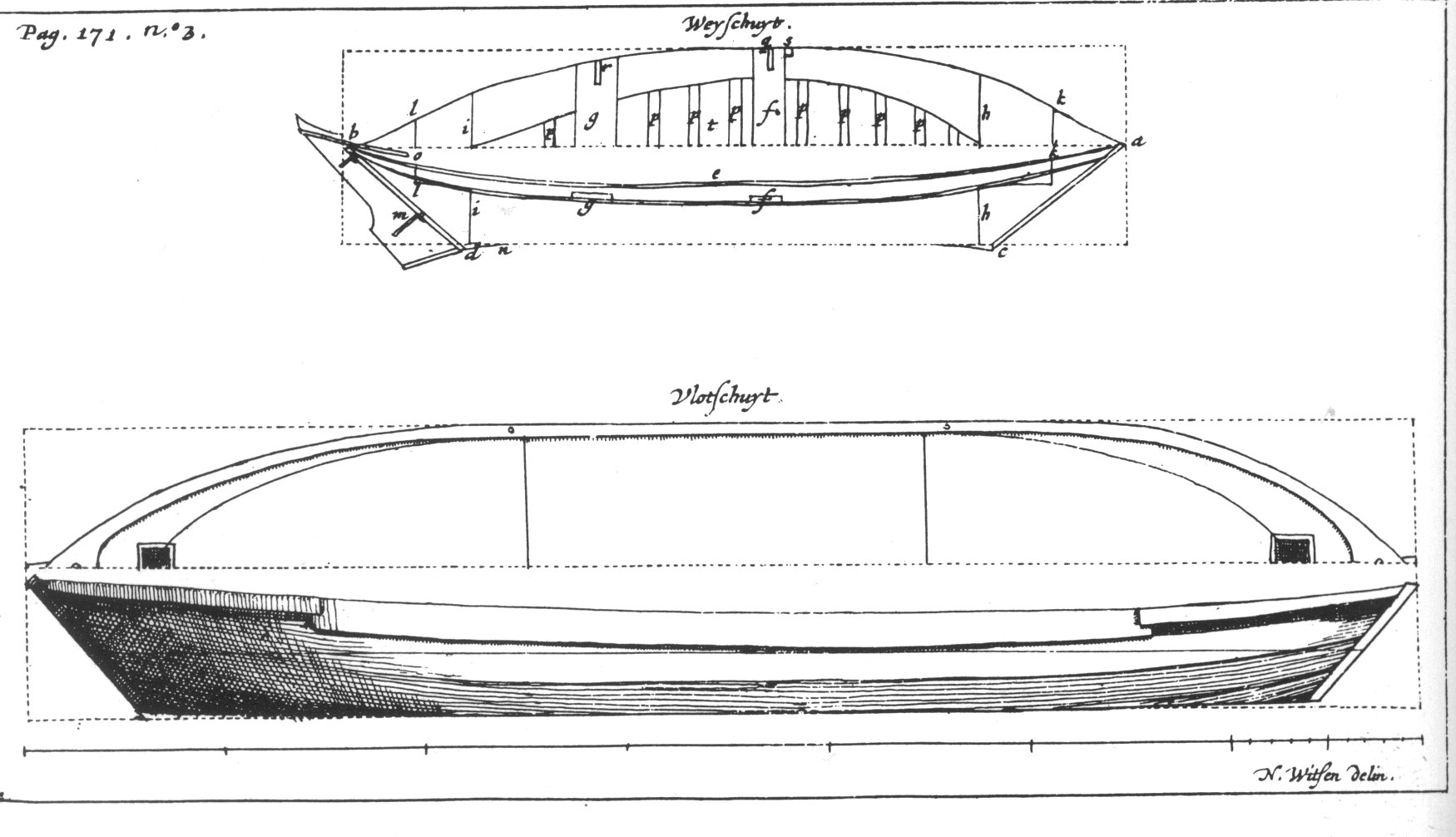
Plany pramu z XVII wieku

Pram (lub Pramm) – rodzaj okrętu używanego w Europie od początku XVIII wieku do 1 połowy XIX wieku.
Był to okręt o niewielkim zanurzeniu i płaskim dnie, używany głównie na Bałtyku od czasów Wielkiej Wojny Północnej do wojen napoleońskich. Niskie zanurzenie powodowało, że był on szczególnie skuteczny podczas walk prowadzonych blisko brzegu.
Na uzbrojenie tego 2-3 masztowego okrętu składało się 10-50 dział. Okręt ten do czasów napoleońskich używany był głównie przez Szwedów. Napoleon Bonaparte planował wykorzystać jego zalety podczas zamierzonej inwazji na Anglię. Według kronikarzy angielska flota nigdy nie zdołała schwytać żadnego z używanych przez Francuzów prama.
W polskich książkach historycznych używane przez flotę szwedzką pramy niekiedy niesłusznie nazywane są fregatami.